# Giampietrino

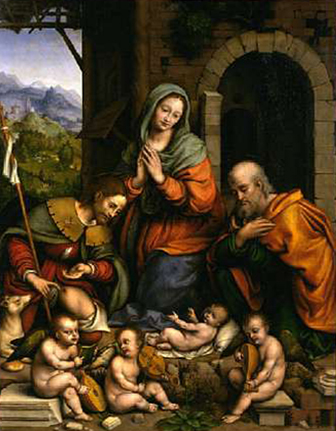
Adorazione del Bambino con San Rocco e angeli musicanti, Milano, Pinacoteca Ambrosiana

Giovan Pietro Rizzoli, talvolta Ricci o Rizzo, detto Giampietrino (1480/1485 – 1553), è stato un pittore italiano, attivo tra il 1508 ed il 1549 a Milano, allievo di Leonardo Da Vinci ed esponente della scuola rinascimentale lombarda.

## Biografia
Le notizie biografiche sul pittore sono piuttosto scarse. La sua data di nascita è collocata tra il 1480 e il 1485. Sembra sia stato allievo diretto di Leonardo; Giovanni Paolo Lomazzo menziona ‘Pietro’ con Giovanni Antonio Boltraffio, Francesco Melzi e Gian Giacomo Caprotti, detto Salaino, e il loro maestro Leonardo nelle sue Rime ad imitazione de i grotteschi. È discussa l'identificazione dell’artista con il ‘Gianpetro’ citato da Leonardo nel Codice Atlantico della Biblioteca Ambrosiana. Nel 1511, insieme a Giovanni Agostino da Lodi, Marco d’Oggiono, Giovanni Antonio Boltraffio e Giovita da Caravaggio fu nominato procuratore di un consorzio di pittori di cui Bramantino e Bernardo Zenale erano rispettivamente priore e tesoriere.

Gli studiosi sono oggi concordi nell'attribuire a Giovanni Pietro Rizzoli il corpus di opere da tempo raccolte sotto il nome generico di Giampietrino. L'intera cronologia delle opere è ancora dibattuta dai critici. Tra le opere giovanili vi sono una Madonna con il Bambino del Museo Poldi Pezzoli di Milano, la Natività e il Cristo deriso dell’Accademia Albertina di Torino, la Madonna del latte della Galleria Borghese e il Compianto della Gemäldegalerie di Berlino.

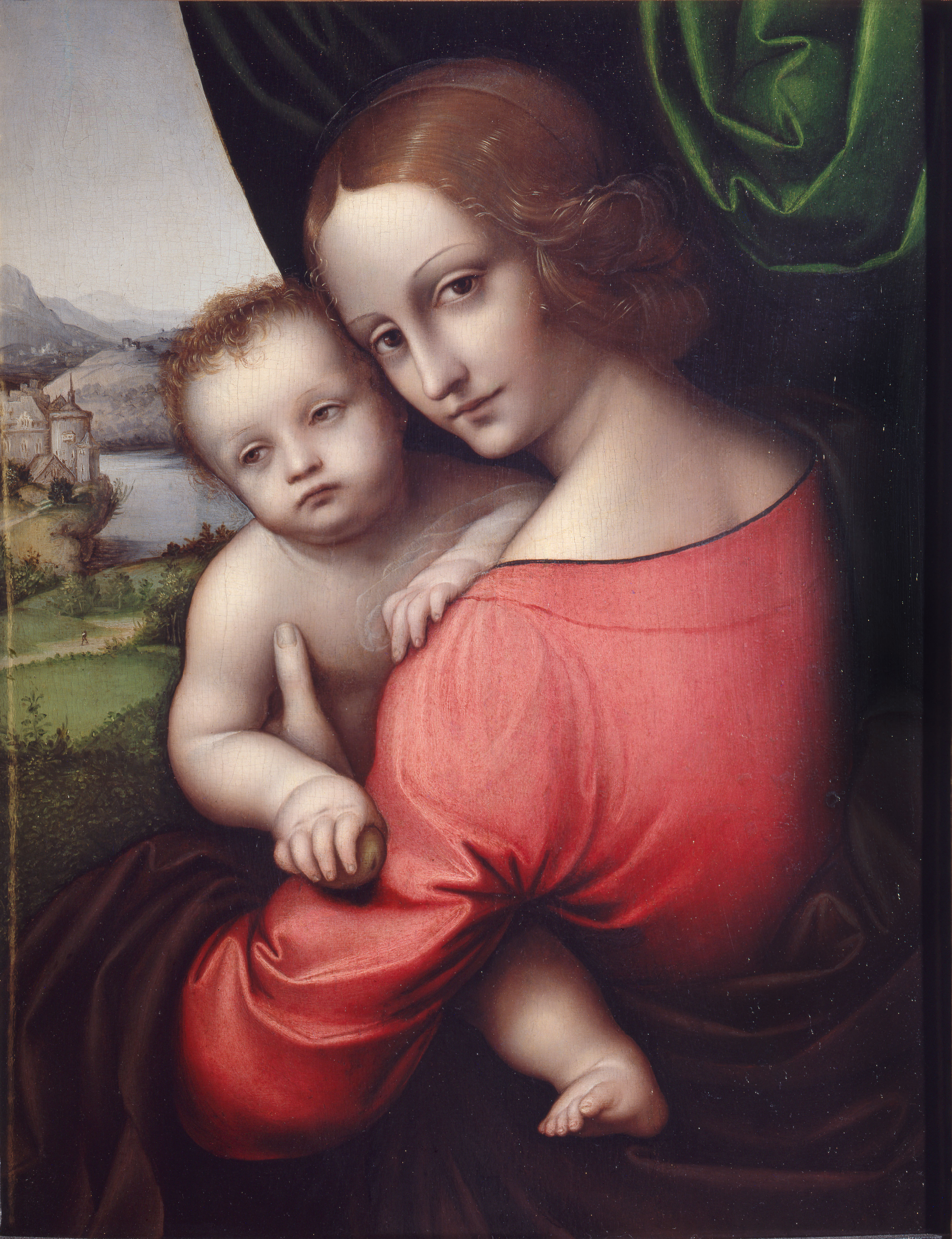
Madonna della mela, Milano, Pinacoteca di Brera

L'atmosfera sfumata della pittura di Leonardo da Vinci si ritrova nell'unica opera di cui si possegga il contratto originale della commissione, del 1521: una Madonna con Bambino e i Santi Michele e Gerolamo dipinta per la chiesa di San Marino a Pavia, a cui si aggiungono evidenti richiami alla pittura di Cesare da Sesto e al suo classicismo vissuto in ambito romano.
Particolarmente prolifica fu la produzione di piccoli dipinti destinati alla devozione privata dei collezionisti, spesso nei secoli successivi ritenuti opere autografe di Leonardo. Fra i temi più ricorrenti, vi furono naturalmente le Madonne con bambino; particolarmente apprezzata fu la Madonna della mela, che fu replicata più volte (Milano, Pinacoteca di Brera e Pinacoteca del Castello Sforzesco, San Pietroburgo, Ermitage), felice sintesi di un modello raffaellesco (Madonna della seggiola) e dello sfumato leonardesco. Estremamente richiesti erano anche i sensuali e languidi nudi femminili, che andavano ad interpretare Maddalene penitenti, eroine bibliche o personaggi mitologici. La Giunone del Castello del Buon Consiglio di Trento, la Diana cacciatrice del Metropolitan Museum di New York, Minerva e Venere di raccolta privata probabilmente compongono una serie, così come la Sofonisba e la Didone della collezione Borromeo all’Isola Bella.

A Giampietrino è attribuita una delle copie più fedeli a noi pervenute dell'Ultima cena di Leonardo, dipinta attorno al 1515 prima che l'originale si deteriorasse. Il dipinto, al quale potrebbe aver lavorato in collaborazione con Giovanni Antonio Boltraffio, è di dimensioni quasi pari all'originale (3020 mm x 7850 mm). Storicamente venne conservato alla Certosa di Pavia fino alla sua soppressione, a seguito della quale fu acquistato nel 1821 dalla Royal Academy of Arts di Londra dove oggi è esposto. La cifra pagata per l'acquisto fu la più alta mai pagata dall'accademia britannica per l'acquisto di un dipinto. Strettamente derivata da una perduta opera di Leonardo è anche la celebre la Leda inginocchiata con i figli degli Staatliche Museen di Kassel.

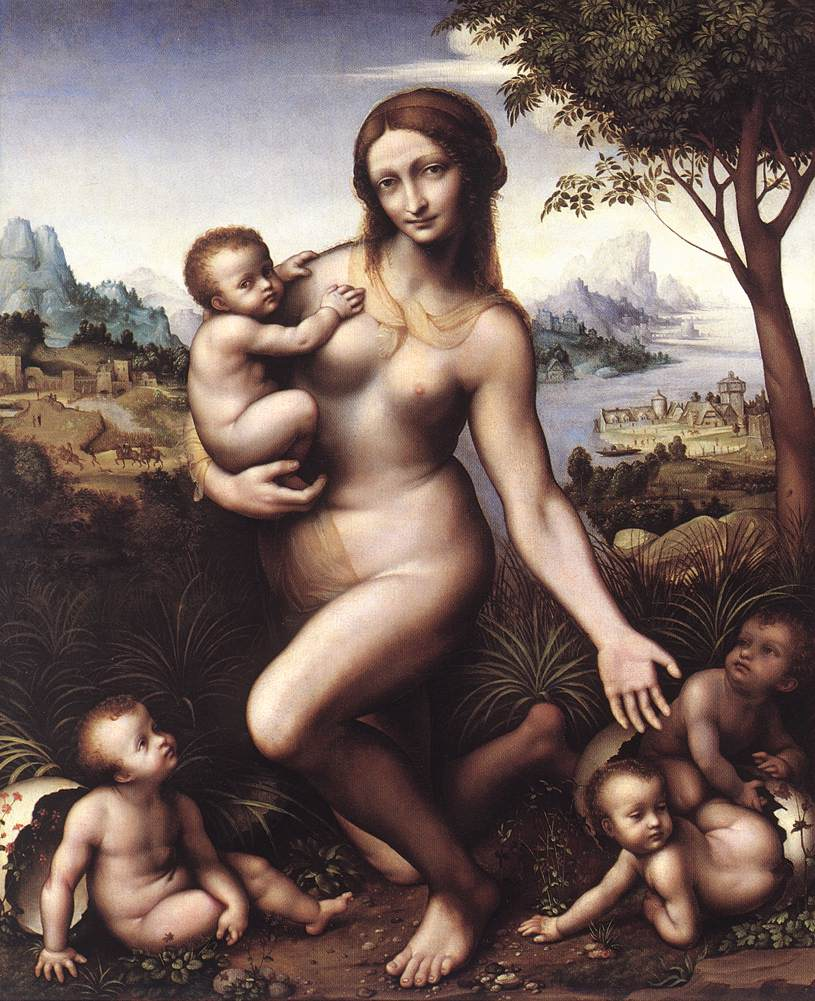
Leda inginocchiata con i figli, 128 × 106 cm, olio su tavola, Gemäldegalerie Alte Meister, Kassel

Fra le sue opere di maggiore impegno vi sono alcune importanti pale d'altare. Ancora vicina al ductus leonardesco, libero dalle influenze romane di Cesare da Sesto e semmai vicino a Marco d'Oggiono, è il trittico dell'abbazia dei Gerolamini di Ospedaletto Lodigiano del 1515. Successivi furono il polittico per la Basilica di San Magno a Legnano, ancora in loco, il polittico del Museo Bagatti Valsecchi di Milano, l'Adorazione del Bambino con San Rocco e angeli musicanti, già nella chiesa di San Sepolcro a Milano oggi nella Pinacoteca Ambrosiana, probabilmente dipinta in occasione dell'epidemia di peste che flagellò Milano dal 1524 al 1529. 

Negli ultimi decenni l'orizzonte di Giovanni si accosterà sempre più alle emergenti istanze manieristiche rintracciabili, ad esempio, nella Madonna di Loreto coi Santi Giovanni Battista e Caterina della Chiesa di Sant'Ambrogio a Ponte Capriasca, nella Natività (Museo Civico di Belle Arti di Lugano) e in soggetti mitologici dal tratto languido e sensuale. In esse emerge un classicismo che ricorda le coeve opere del Luini.  

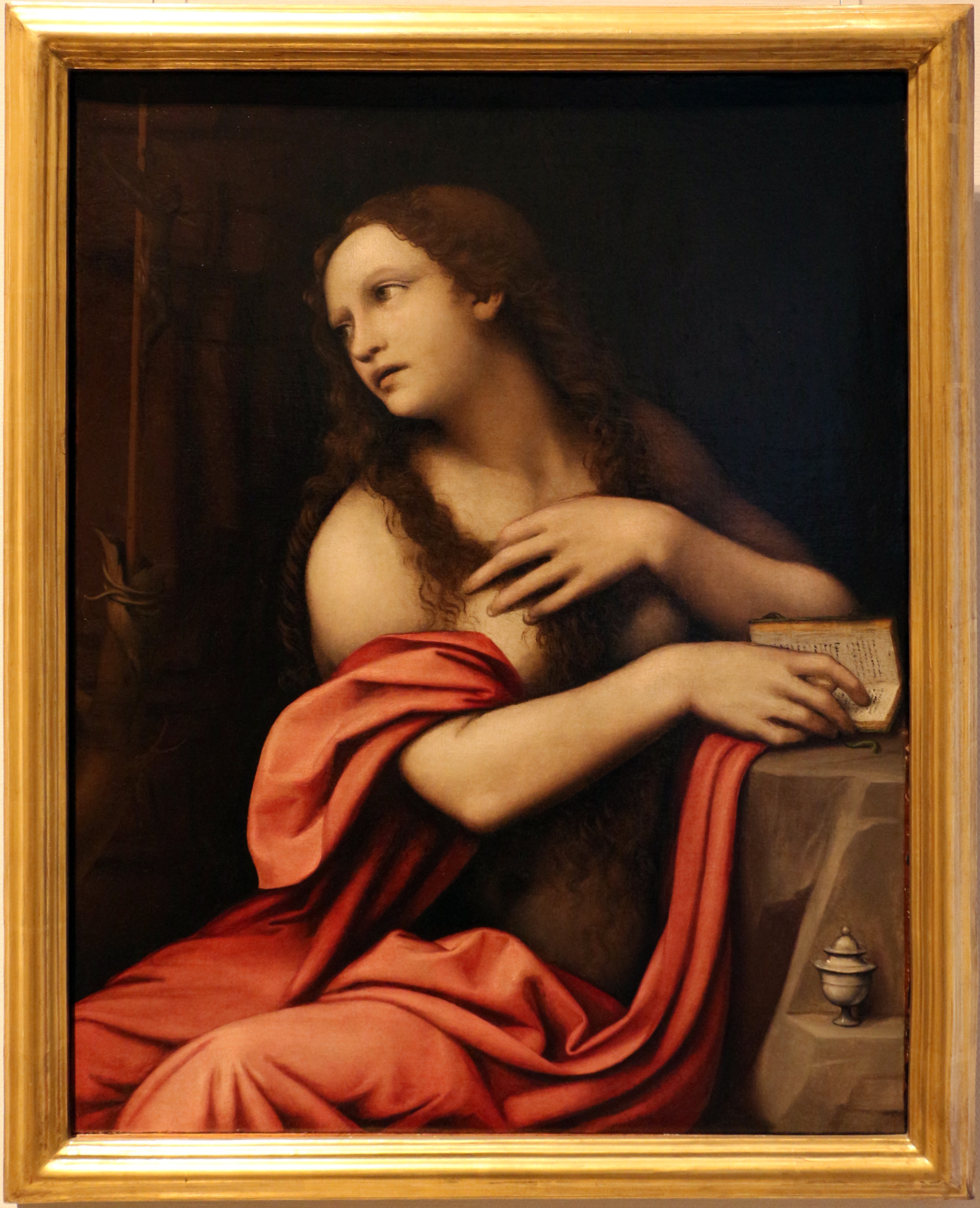
Maddalena, Pinacoteca del Castello Sforzesco, Milano
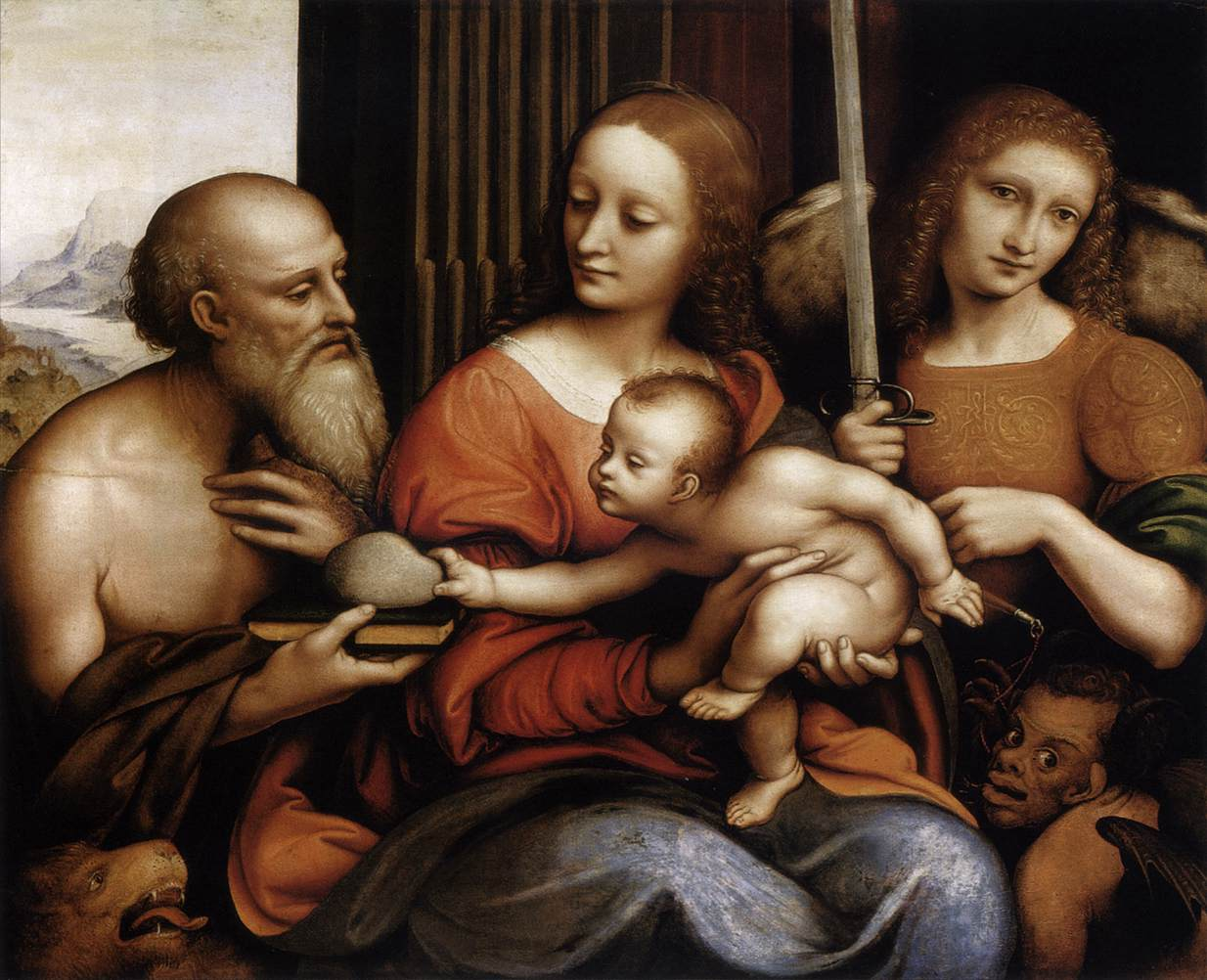
Madonna col Bambino e i santi Gerolamo e Michele, Szépmûvészeti Múzeum a Budapest
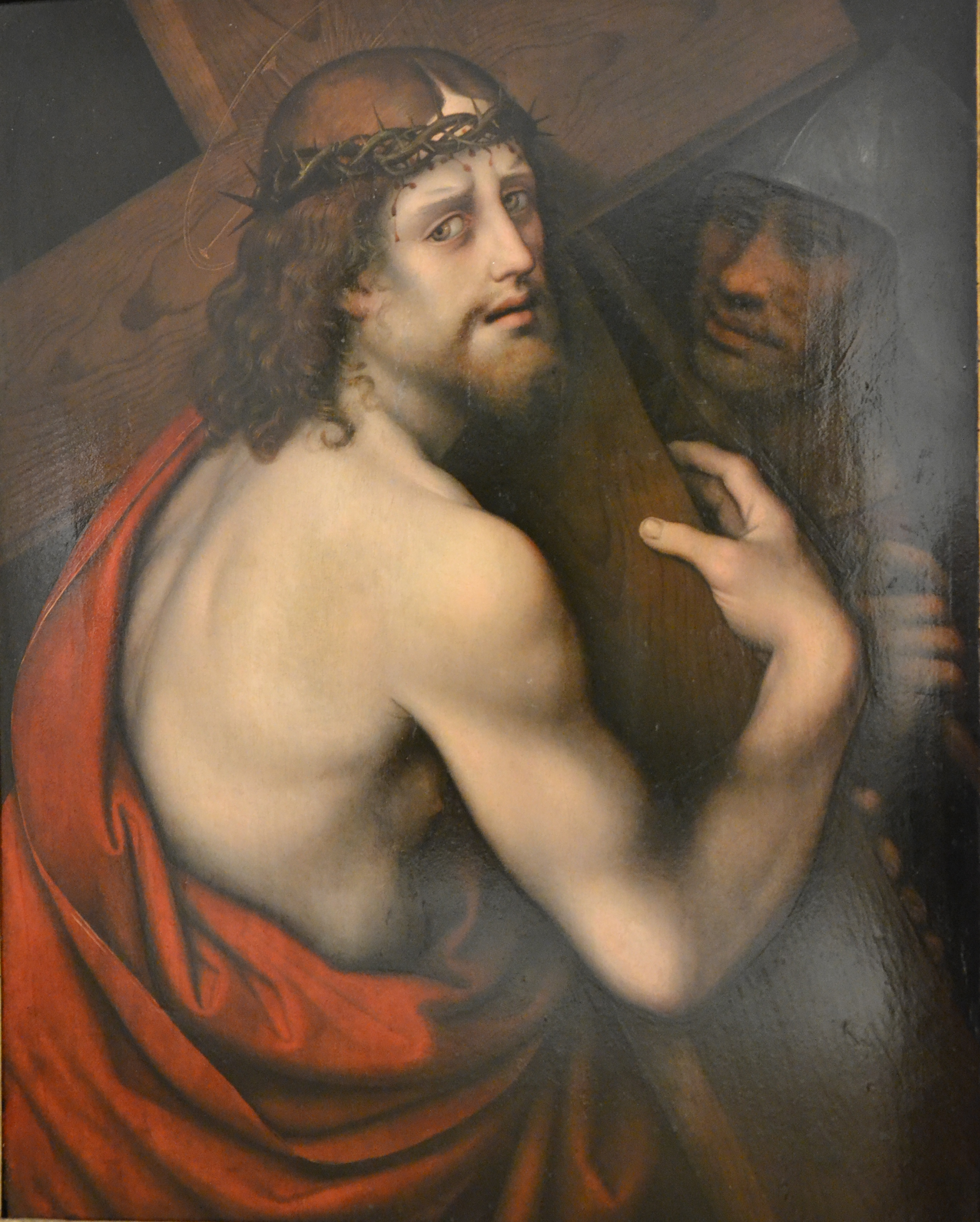
Cristo portacroce con un soldato, Museo diocesano (Milano)
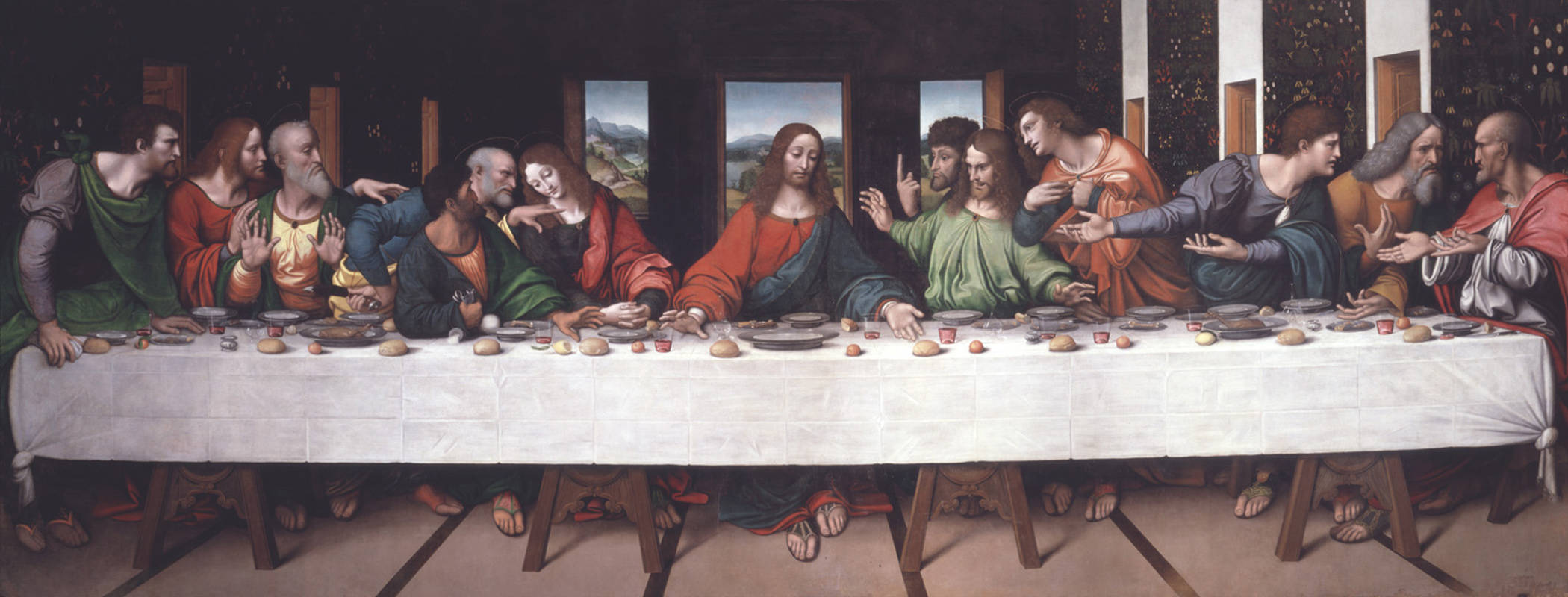
Ultima cena da Leonardo,  Royal Academy of Arts di Londra
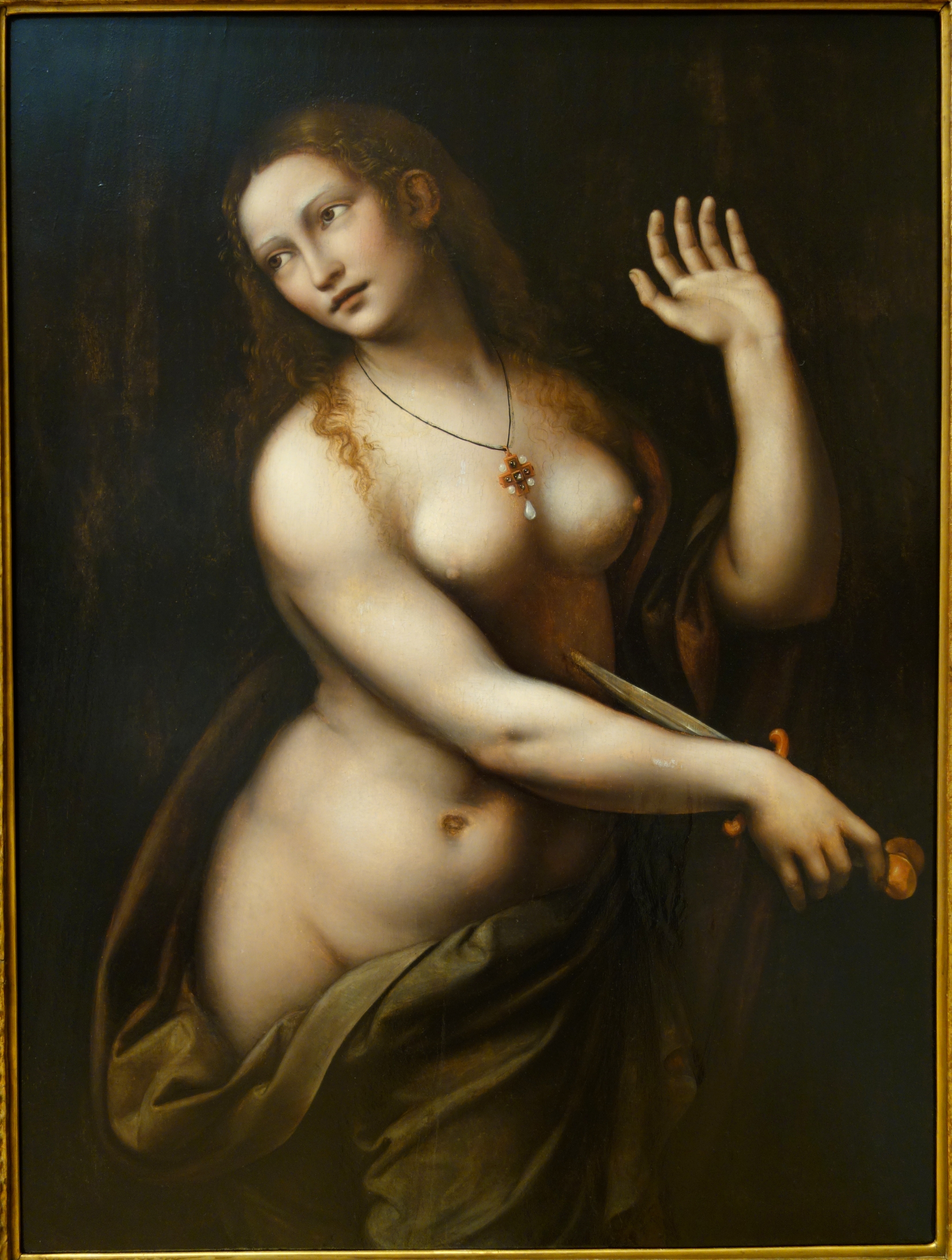
Lucrezia Romana, Chazen Museum of Art, University of Wisconsin-Madison

## Opere

### Milano
Tra le opere a lui attribuite si trovano, custodite nella Pinacoteca di Brera:
- Maddalena seduta in preghiera
- Maddalena (a mezza figura, da attribuire, secondo Carlo Pedretti, a Leonardo Da Vinci).
- Vergine col Bambino e l'agnellino
- Madonna col Bambino (Madonna della mela)

Nella Pinacoteca Ambrosiana:
- Cristo deriso con due sgherri

- Adorazione del Bambino con san Rocco (150x120 cm, tempera e olio su tavola).

Conservate presso il Museo Bagatti Valsecchi di Milano:
- Cristo Redentore, Beata Maria Vergine e Bambin Gesù, santi.

Pinacoteca del Castello Sforzesco, Milano
- Maddalena,

Museo Diocesano
- Cristo portacroce con un soldato, già chiesa di San Tomaso in TerraMara

### Pavia
Nella Pinacoteca Malaspina di Pavia
- La Maddalena

Conservata nella chiesa di San Marino a Pavia
- Madonna con Bambino e i Santi Michele e Gerolamo (1521)

### Gazzada Schianno – Provincia di Varese
Nel Museo di Villa Cagnola:
- Sacra famiglia (26,2 x 37,5 cm, olio su tavola)

Conservata al Museo civico Amedeo Lia della Spezia::
- Madonna col Bambino

### Firenze
Negli Uffizi
- Santa Caterina d'Alessandria (olio su tavola, 64x50 cm)

### Roma
Conservato presso la Galleria Borghese a Roma:
- Madonna che allatta il Bambino (76x61cm, Olio su tavola, 1520 circa)

### Svizzera
Conservate nella chiesa di Sant'Ambrogio a Ponte Capriasca:
- Ultima Cena, copia di quella di Leonardo da Vinci in Santa Maria delle Grazie
- Dio Padre, la Madonna di Loreto con San Giovanni Battista e Santa Caterina d'Alessandria entro un paesaggio lacuale, olio su tela.

### Germania
Conservato presso la Gemäldegalerie Alte Meister a Kassel:
- Leda inginocchiata con i figli (128x106 cm, olio su tavola)

Gemäldegalerie di Berlino
- Santa Caterina

### Regno Unito
Conservate presso la National Gallery a Londra:
- Cristo che porta la croce (59,7x47 cm, olio su tavola di legno di pioppo)
- Salomè (68,6x57,2 cm, olio su tavola di legno di pioppo).

### Austria
Vienna, Kunsthistorisches Museum
- Madonna col Bambino

Vienna, Akade-mie der bildenden Künste, Gemäldegalerie
- Cristo portacroce

### Repubblica Ceca
Praga, Národní Galerie
- Maddalena penitente circondata da angioletti

### Ungheria
Conservato presso il Szépmûvészeti Múzeum a Budapest:
- Madonna col Bambino e i santi Gerolamo e Michele (61x74 cm, olio su tavola, 1530 circa).
- Cristo portacroce

Esztergom, Keresztény Múzeum
- Madonna col Bambino

### Stati Uniti d'America
Conservate presso il Chazen Museum of Art, Madison, Wisconsin, USA:
- Lucrezia romana (14,9x11,2 cm, olio su tavola).

Collezione Samuel H. Kress:
- Cleopatra (75,9x53,7 cm, olio su tavola in mogano).

### Russia
Conservate presso il Museo dell'Ermitage a San Pietroburgo:
- Madonna col Bambino (58x49 cm, olio su tela, 1520 circa)
- Cristo con il simbolo della Trinità (73x56cm, olio su tavola)
- Maria Maddalena penitente (49x39 cm, olio su tavola).

### in collezione privata
- Salomè con la testa di san Giovanni Battista, già Budapest - Monaco, collezione Marczell Nemes
- Madonna delle ciliegie, già Budapest, collezione Marczell Nemes[11]
- Madonna che allatta Gesù Bambino (65x48 cm, Olio su tavola di legno di pioppo, 1520 circa)
- Madonna col Bambino e i santi Elisabetta e Giovannino (65x54 cm, Olio su tavola)
- Ecce Homo (62x50 cm, Olio su tavola)
- Madonna con Bambino con San Giacomo e San Michele Arcangelo (61x74 cm, olio su tavola)